# Thorsten Lodin
Thorsten Lodin, född Torsten Arne Lodin 10 november 1928 i Stöde i Medelpad, död 26 juni 2017 i Billsta i Ångermanland, var en svensk sångtextförfattare, ofta i samarbete med Thore Skogman.